# 秋のスターパレード
『秋のスターパレード』（あきのスターパレード）は、1976年9月6日から同年10月1日までフジテレビ系全国ネットの帯番組枠『お昼のスペシャル』で放送されていたフジテレビ製作の歌謡番組である。全20回。放送時間は毎週月曜 - 金曜 12:15 - 13:00 （日本標準時）。

## 概要
『お昼のスペシャル』第4弾の番組にして最後の番組。第1弾の『夏のスターパレード』とほぼ同じ内容だったが、懐メロを主とする歌手は本番組には出演しなかった。

## スタッフ
- プロデューサー：熊谷雅弘
- 演出：久保田逸博、増田晴男、新井義春、熊田共一、田熊清
- 音楽：前田憲男
- 企画制作：フジプロダクション
- 制作著作：フジテレビ